# Maurice Desrez
Maurice Desrez est un compositeur français né le 8 septembre 1882 à Rouen et mort 39 boulevard Raspail (7e arrondissement de Paris), le 10 février 1969. Il repose au cimetière du Père-Lachaise (2e division), à Paris.

## Biographie

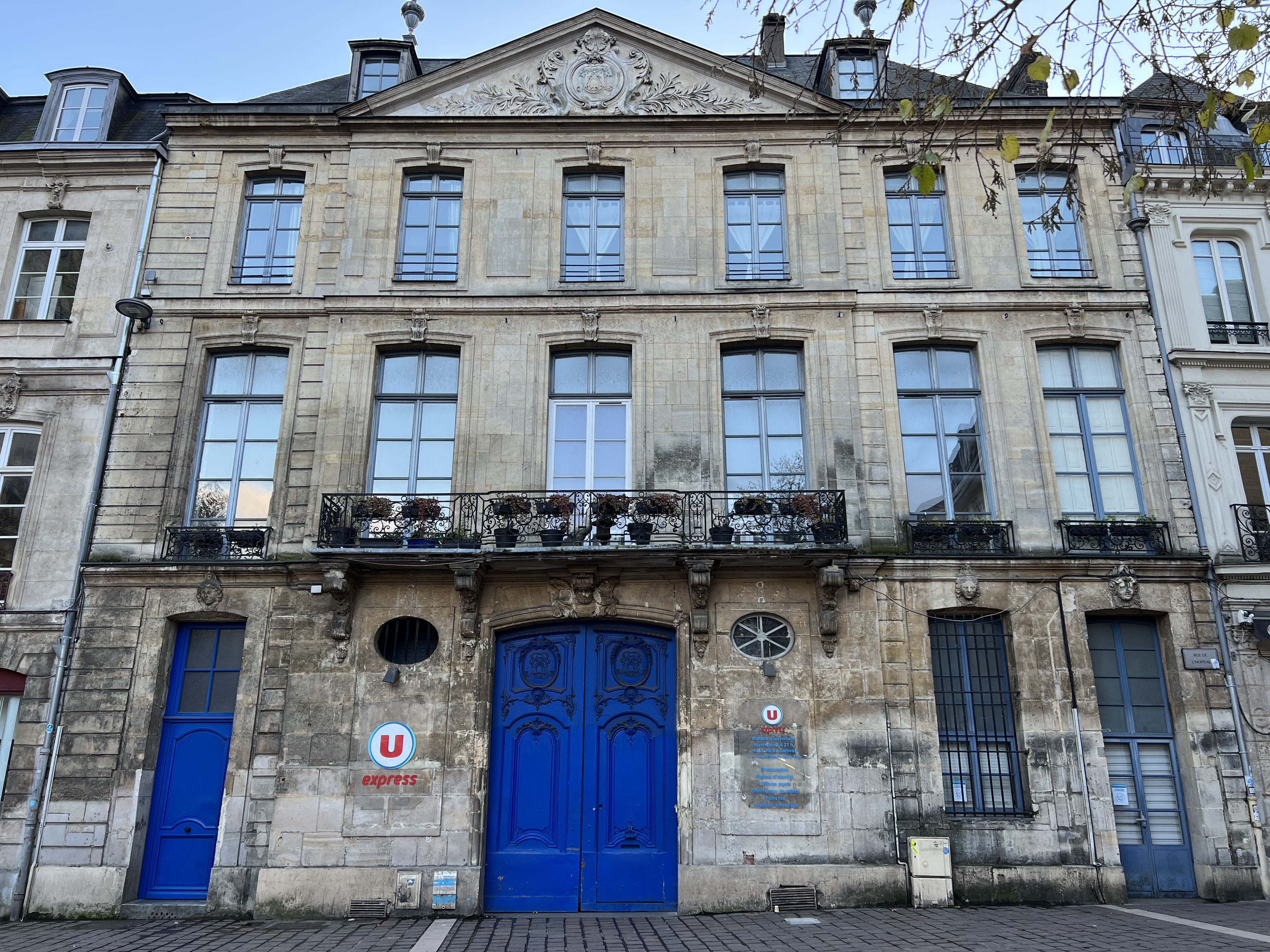
La maison natale de Maurice Derez.

Il travailla sous la direction de Vincent d'Indy et André Gédalge.
Il vécut de 1932 à sa mort au no 39 boulevard Raspail (7e arrondissement de Paris), où une plaque commémorative lui rend hommage.
Une biographie a été écrite par Marie-Magdeleine Desrez.